# 强心药
- 强心药[1]（cardiotonic）又称心兴奋剂[2]（cardiac stimulant），是能选择性增强心肌收缩力，临床上主要用于治疗充血性心力衰竭（congestive heart failure，CHF）的药物，故强心药又可称为正性肌力药（positive inotropic drug）。

- 强心药可分为
  - 强心甙类
  - 磷酸二酯酶抑制剂类
  - 茶酚胺类
  - 钙敏化药物
  - 硝酸酯类
  - 血管紧张素转化酶抑制剂类